# Bobby Scott (Politiker)

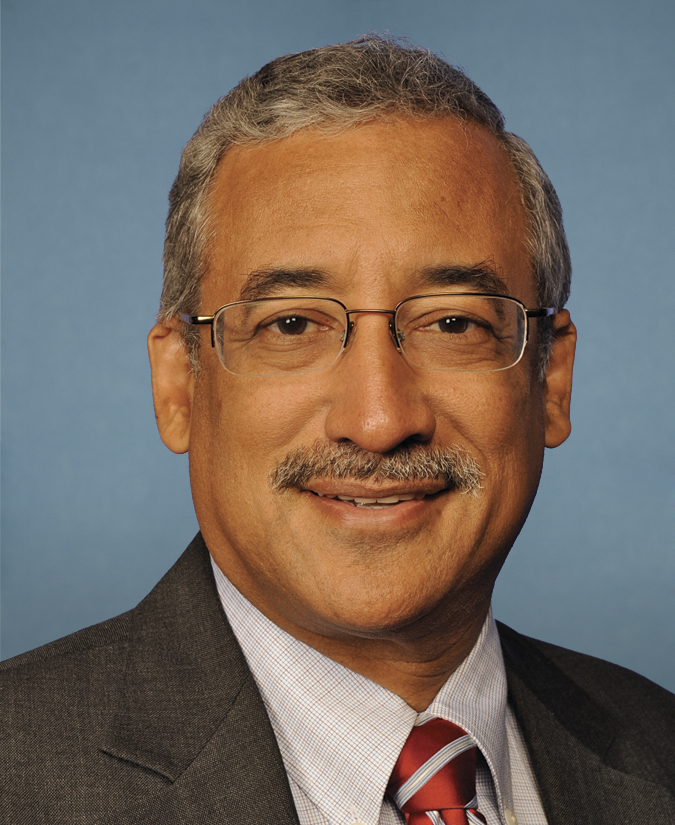
Bobby Scott

Robert Cortez „Bobby“ Scott (* 30. April 1947 in Washington, D.C.) ist ein US-amerikanischer Politiker der Demokratischen Partei. Seit 1993 vertritt er den dritten Sitz des Bundesstaats Virginia im US-Repräsentantenhaus.

## Werdegang
Bobby Scott wuchs in Newport News, Virginia auf und besuchte die Groton High School und studierte danach bis 1969 an der Harvard University. Nach einem anschließenden Jurastudium mit Abschluss als Juris Doctor an der Law School des Boston Colleges und seiner 1973 erfolgten Zulassung als Rechtsanwalt begann er in diesem Beruf zu arbeiten. Zwischen 1970 und 1974 gehörte Scott der Reserve der United States Army an; von 1974 bis 1976 war er Mitglied der Nationalgarde von Massachusetts.

## Politik

### Politik in Virginia
Später schlug er als Mitglied der Demokratischen Partei eine politische Laufbahn ein. In den Jahren 1978 bis 1983 gehörte er dem Abgeordnetenhaus von Virginia an. Von 1983 bis 1993 saß er im Staatssenat. In seiner Zeit in der Legislative des Bundesstaates machte er sich mit Gesetzen zur Bildungspolitik, Anhebung des Mindestlohns und Arbeitsbeschaffungsprogrammen verdient.

### U.S. Repräsentantenhaus
Im Jahr 1986 versuchte Scott das erste Mal die Wahl zum Repräsentantenhaus, damals im ersten Wahlbezirk Virginias, zu erlangen. Er unterlag jedoch dem Amtsinhaber Herbert Harvell Bateman.

Bei den Kongresswahlen des Jahres 1992 wurde Scott im dritten Wahlbezirk von Virginia in das US-Repräsentantenhaus in Washington gewählt, wo er am 3. Januar 1993 die Nachfolge von Thomas J. Bliley antrat. Er war damit der erste Afroamerikaner, der seit der Reconstruction in Virginia in den Kongress der Vereinigten Staaten gewählt wurde und durch seinen philippinischen Großvater mütterlicherseits auch der erste filippinoamerikanische stimmberechtigte Kongressabgeordnete.
Da er bei allen folgenden 14 Wahlen, einschließlich der des Jahres 2022, wiedergewählt wurde, konnte er sein Mandat bis zur  Legislaturperiode im 117. Kongress der Vereinigten Staaten ausüben.
Im August 2016 wurde darüber berichtet, dass Scott der Favorit des Gouverneurs Terry McAuliffe für den Sitz im Senat der Vereinigten Staaten sei, den McAuliffe Anfang 2017 zu besetzen hätte, wenn der Mandatsinhaber Tim Kaine und Running Mate Hillary Clintons nach deren Sieg bei der Präsidentschaftswahl 2016 Vizepräsident würde. Der Ausgang der Präsidentschaftswahlen mit dem Sieg des Republikaners Donald Trump beendete diese Gedankenspiele.
Die Primary (Vorwahl) seiner Partei zur   Kongresswahl 2022 wurde, da keine Gegenkandidaten antraten, abgesagt. Er trat damit am 8. November 2022 gegen Terry Namkung von der Republikanischen Partei an. [veraltet] Scott schlug Namkung in der Wahl 2022 zum Repräsentantenhaus des 118. Kongresses mit 67,4 %. Bei der folgenden Wahl zum 113. Kongress 2024 qualifizierten sich Scott bei den Demokraten und John Sitka III bei den Republikanern ohne Vorwahlen, da beide keine Gegenkandidaten hatten. Im November schlug Scott Sittka mit 70 %. Bobby Scotts siebzehnte und aktuelle Legislaturperiode im Repräsentantenhaus des 119. Kongresses läuft bis zum 3. Januar 2027.

#### Ausschüsse
Er ist aktuell Mitglied in folgenden Ausschüssen des Repräsentantenhauses:
- Committee on Education and Labor (Vorsitz)
  - Early Childhood, Elementary, and Secondary Education
  - Workforce Protections
- Committee on the Budget

Scott ist auch Mitglied im Congressional Asian Pacific American Caucus, im Congressional Black Caucus, sowie in über 50 weiteren Caucuses.